# ミ・アモール・シン・ティエンポ
『ミ・アモール・シン・ティエンポ』（スペイン語: Mi amor sin tiempo）は、メキシコのテレノベラ。ラス・エストレージャスで2024年7月15日から11月1日まで放送された。 主演はカルラ・エスキベル、アンドレス・バイダ、レティシア・カルデロン、フアナ・アリアス、マネ・デ・ラ・パラとアレハンドロ・カマチョ。

## 登場人物
ファティマ
演 - カルラ・エスキベル
セバスチャン
演 - アンドレス・バイダ
グレタ
演 - レティシア・カルデロン
バーバラ
演 - フアナ・アリアス
ダニエル
演 - マネ・デ・ラ・パラ
レナータ
演 - カリメ・ロサノ
フェデリコ
演 - アレハンドロ・カマチョ
アドリアン
演 - マイケル・ロンダ
ルシア
演 - ヨランダ・ベンチュラ
アナ
演 - ルス・マリア・ヘレス
ヘスーサ
演 - アルマ・デルフィナ
アルバロ
演 - エリック・デル・カスティージョ
パブロ
演 - フェデリコ・アヨス
マリオ
演 - マウリシオ・アブララック
トリアナ
演 - ダミアナ・ベジ
ブレンダ
演 - アンドレア・デ・ファティマ
カーラ
演 - デニア・アガリアノウ
ヴェラニア
演 - アレハンドラ・アンドリュー
ヘノヴェヴァ
演 - パオラ・トヨス
カロライナ
演 - ジュリア・アルゲレス
マカレナ
演 - ラファエラ・ガビラ・ビゴラ
マリクルーズ
演 - クラウディア・セペダ
マギー
演 - ラケル・モレル
カルメン
演 - ラウラ・ルス
サラ
演 - マリア・マルセラ
ホセ
演 - ロベルト・マテオス
レミジオ
演 - イアン・アンドラーデ
ゴンサロ
演 - ホセ・エリアス・モレノ
クラウディオ・アルタミラノ
演 - ミシェル・デュバル